# Do-підтримка
Do-підтримка (англ. Do-support), у граматиці англійської мови, це використання допоміжного дієслова do (або однієї з його відмінених форм, наприклад, does) для утворення заперечних речень і конструкцій, які вимагають перестанови підмет — допоміжне дієслово, як-от запитань.
Дієслово do може використовуватися опціонально як допоміжне навіть у простих ствердних реченнях, як правило, як спосіб покладення натиску (наприклад, «I did shut the fridge.»). Однак у заперечних і інвертованих реченнях do зазвичай використовується в сучасній англійській мові. Наприклад, в ідіоматичній англійській мові заперечне слово not не може прикріплятися безпосередньо до будь-якого фінітного недопоміжного дієслова; противно, воно може приєднуватися лише до допоміжного або дієслова-зв'язки. Наприклад, речення I am not зі зв'язкою be є цілком ідіоматичним, але I know not із фінітним недопоміжним know, хоч і граматичне, є застарілим. Якщо іншого допоміжного слова немає, коли потрібне заперечення, допоміжне do використовується для створення форми на зразок I do not (don't) know. Те саме стосується речень, потребуючих інверсії, включаючи більшість запитань: інверсія має залучати підмет і допоміжне дієслово, отже не ідіоматично казати Know you him?; у сучасній англійській зазвичай Do you know him?
Do-підтримка не використовується, якщо допоміжне або дієслово-зв'язка вже наявне або з нефінітними формами дієслова (інфінітиви та дієприкметники). Вона іноді використовується із суб'юнктивними формами. Крім того, використання do як допоміжного дієслова слід відрізняти від використання do як звичайного недопоміжного дієслова, як у They do their homework.

## Загальні використання
Do-підтримка виникає, щоб уможливити низку різноманітних граматичних конструкцій:
1. утворення запитання,
2. поява заперечного not, і
3. заперечна інверсія.

Ці конструкції часто не можуть виникнути без do-підтримки або наявності якогось іншого допоміжного дієслова.

### У запитаннях
Наявність допоміжного дієслова (або дієслова-зв'язки) дозволяє перестанові підмет — допоміжне дієслово мати місце, як цього вимагається в більшості питальних речень в англійській мові. Якщо допоміжне дієслово або дієслово-зв'язка вже є, do-підтримка не потрібна, коли утворювати запитання:
- He will laugh. → Will he laugh? (допоміжне will переставляється з підметом he)
- She is at home. → Is she at home? (слово-зв'язка is переставляється з підметом she)

Це стосується не лише запитань «так — ні», а й питань, утворених за допомогою питальних слів:
- When will he laugh?

Утім, якщо допоміжного дієслова або дієслова-зв'язки немає, перестанова потребує введення допоміжного дієслова у формі do-підтримки:
- I know. → Do I know? (Порівняйте: *Know I?)
- He laughs. → Does he laugh? (Порівняйте: *Laughs he?)
- She came home. → Did she come home? (Порівняйте: *Came she home?)

Фінітне (відмінене) дієслово тепер — це допоміжне do; наступне дієслово є голим інфінітивом, який не відмінюється: does he laugh? (а не laughs); did she come? (а не came).
У заперечних питаннях заперечне слово not може стояти або після підмета, або прикріплюватися до допоміжного дієслова в скороченій формі n't. Це стосується як do-підтримки, так і інших допоміжних дієслів:
- Why are you not playing? / Why aren't you playing?
- Do you not want to try? / Don't you want to try?

Наведені вище принципи не застосовуються до запитань із питальними словами (wh-questions), якщо питальне слово є підметом або частиною підмета. У цьому разі інверсії немає, а отже, немає й потреби в do-підтримці: Who lives here?, Whose dog bit you?
Дієслово have, у значенні володіння, іноді вживається без do-підтримки, як ніби воно було допоміжним, але це вважається застарілим. Версія з do-підтримкою також є правильною:
- Have you any idea what is going on here?
- Do you have any idea what is going on here?
- (Have you got any idea what is going on here? — порядок подібний до першого прикладу, але have тут — допоміжне дієслово)

Щодо еліптичних і розділових запитань див. нижче розділ «Еліптичнi речення».

### Із часткоюnot
Подібно до того, як наявність допоміжного слова дає змогу сформувати запитання, уможливлюється також і поява заперечного слова not. Тоді також, якщо іншого допоміжного або дієслова-зв'язки немає, необхідна do-підтримка.
- He will laugh. → He will not laugh. (not прикріплюється до допоміжного will)
- She laughs. → She does not laugh. (not прикріплюється до доданого допоміжного does)

У другому реченні do-підтримка є обов'язковою, оскільки ідіоматична сучасна англійська не допускає таких форм, як *She laughs not. Дієслово have у значенні володіння іноді заперечується таким чином:
- I haven't the foggiest idea.

Більшість комбінацій допоміжне/дієслово-зв'язка плюс not мають скорочену форму, яка закінчується на суфікс -n't, як-от isn't, won't тощо. Відповідними скороченнями для заперечень, утворених за допомогою do-підтримки, є don't, doesn't і didn't. Такі форми дуже часто використовуються в неформальній англійській мові.
Do-підтримка потрібна для заперечних наказових речень, навіть якщо дієслово це зв'язка be:
- Do not do that.
- Don't be silly.

Однак do-підтримки немає з нефінітними формами дієслів, оскільки вони заперечуються попереднім not:
- It would be a crime not to help him (заперечено інфінітив to help)
- Not knowing what else to do, I stood my ground (заперечено активний дієприкметник knowing)
- Not eating vegetables can harm your health (заперечено герундій eating)

З суб'юнктивними формами дієслів, як теперішній суб'юнктив do нечасто використовується для заперечення, яке в такому разі часто вважається неоднозначним або неправильним, оскільки скидається на дійсний спосіб. Звичний спосіб заперечити теперішній суб'юнктив — попередити дієслово часткою not, особливо якщо це дієслово be (оскільки do-підтримка з ним, чи то в дійсному, чи то в суб'юнктивному способі, є неграматичною):
- I suggest that he not receive any more funding (заперечено теперішній суб'юнктив receive)
- It is important that he not be there (заперечено теперішній суб'юнктив be)

Did як минулий суб'юнктив, утім, потрібен для заперечення (якщо дієслово не be, суб'юнктив котрого were):
- I wish that he did not know it
- I wish that he were not here

Заперечення в прикладах заперечує нефінітний присудок. Порівняйте наступні конкуруючі формулювання:
- I did not try to laugh. vs. I tried not to laugh.
- They do not want to go. vs. They want not to go.

У цих реченнях у кожному з дієслівних ланцюгів по два дієслова. Do-підтримка потрібна, коли вище з двох заперечується; заперечувати нижнє нефінітне дієслово не треба.
Щодо заперечних запитань див. вище розділ про запитання. Щодо заперечних еліптичних речень див. розділ про еліптичні речення нижче.

### Заперечна інверсія
Ті самі принципи, що й для формування запитань, застосовуються до інших речень, у котрих потрібна перестанова підмет — допоміжне слово, зокрема після заперечних виразів та виразів, що містять only (заперечна інверсія):
- Never did he run that fast again. (хибно: *Never he did run that fast again. *Never ran he that fast again.)
- Only here do I feel at home. (хибно: *Only here feel I at home.)

## Подальші використання
На додаток до забезпечення do-підтримки у запитаннях і заперечних реченнях, як описано вище, допоміжне дієслово do також може використовуватися в реченнях, які не вимагають do-підтримки. У таких випадках do-підтримка може з'являтися з прагматичних причин.

### Для наголошення
Допоміжне дієслово do як правило з'являється як спосіб покладення натиску, наприклад, щоби вияснити контраст або виразити поправку:
- Did Bill eat his breakfast? Yes, he did eat his breakfast (did підкреслює ствердну відповідь, котра може бути неочікувана).
- Bill doesn't sing, then. No, he does sing (does підкреслює поправку попереднього твердження).

Як і раніше, головне дієслово після допоміжного перетворюється на голий інфінітив, який не відмінюється (у наведених вище прикладах не можна сказати *did ate або *does sings).
Як і зі звичною do-підтримкою, таке використання do не виникає за наявности інших допоміжних або слів-зв'язок. Тоді ефекту підкреслення можна дістати наголошенням цього допоміжного слова або слова-зв'язки:
- Would you take the risk? Yes, I would take the risk.
- Bill isn't singing, then. No, he is singing.

У заперечних реченнях той же можна отримати, наголосивши або заперечне слово (якщо воно використане повністю), або скорочену форму, закінчуючуся на n't. Це застосовується незалежно від використання do-підтримки:
- I wouldn't (or would not) take the risk.
- They don't (or do not) appear on the list.

Підсилююче do може також використовуватися з наказовим способом, включно зі зв'язкою be:
- Do take care! Do be careful!

### В еліптичних реченнях
Допоміжне дієслово do також використовується в різних типах еліптичних речень, де головне дієслово опускається (можна сказати, що воно «зрозуміле», зазвичай тому, що це те саме дієслово, що й у попередньому реченні чи попередній частині речення). Це включає такі типи:
- Розділові запитання[en]:
  - He plays well, doesn't he?
  - You don't like Sara, do you?
- Еліптичні запитання:
  - I like pasta. Do you?
  - I went to the party. Why didn't you?
- Еліптичні відповіді:
  - Do you want to come along? — I do. (наголос на do)
  - Who took the car? — He did. (наголос на he)
- Еліптичні твердження:
  - They swam, but I didn't.
  - He looks smart, and so do you.
  - You fell asleep, and I did, too.

Такі використання включають випадки, у яких у повноцінному реченні (запитання, заперечення, перестанова) була б використана do-підтримка, але також і випадки, у яких (як-от в останньому прикладі) повне речення було б побудоване без do (I fell asleep too). У таких випадках можна сказати, що do діє як «задієвник» (англ. pro-verb), оскільки воно ефективно займає місце дієслова або дієслівної фрази: did заміняє fell asleep.
Як і в основних випадках do-підтримки, do звичайно не з'являється, коли допоміжне або дієслово-зв'язка уже наявне; допоміжне дієслово або дієслово-зв'язка зберігається в еліптичному реченні:
- He is playing well, isn't he?
- I can cook pasta. Can you?
- You should get some sleep, and I should too.

Однак, do може використовуватися як задієвник  навіть після допоміжних дієслів у деяких діалектах:
- Have you put the shelf up yet? — I haven't done (або I haven't), but I will do (або I will).

(Втім, воно зазвичай не використовується в такий спосіб як to-інфінітив: Have you put the shelf up? I plan to, а не *I plan to do; або як пасивний дієприкметник: Was it built? Yes, it was, а не *Yes, it was done.)
Задієвні використання do також знайденні в наказових реченнях:
- Please do. — Don't!

## Використанняdoяк головного дієслова
Крім використань як допоміжне дієслово, do (зі своїми відміненими формами does, did, done, doing) може використовуватися як звичне недопоміжне дієслово (головне дієслово):
- Do your homework!
- What are you doing?

Як і інші недопоміжні дієслова, do не може бути безпосередньо заперечене словом not і не може брати участь в інверсії, тому воно саме може потребувати do-підтримки. Тоді, як допоміжний, так і недопоміжний випадки дієслова do з'являються разом:
- They didn't do the laundry on Sunday. (did — допоміжне, do — головне)
- Why do you do karate? (перше do — допоміжне, друге — головне)
- How do you do? (сталий вираз, використовуваний як ввічливе привітання)

## Внесок у значення
У різних випадках вище, які потребують do-підтримки, допоміжне дієслово do не робить жодного явного внеску в сенс речення, а отже, іноді називається допоміжне-пустушка (англ. dummy auxiliary). Історично, утім, у середньоанглійській, допоміжне do вочевидь мало внесок у значення, служачи як показник аспекту (імовірно доконаного виду, але в деяких випадках, значенням міг бути недоконаний вид). У ранній сучасній англійській, семантичне значення було втрачено, і використання форм do почало наближуватися до знайденного сьогодні.

## Походження
Якась форма допоміжного do виникає в усіх західногерманських мовах, крім африкаанса:12. Загально прийнято, що минулий час германських слабких дієслів (в англійській, -ed) було утворено з поєднання інфінітива з формою минулого часу слова do, як ілюструється в готській:12. Щодо витоків конструкції в англійській ведуться суперечки: певні дослідники стверджують, що вона вже була наявна у давньоанглійській, але не була записана через таврування:13. Дослідники не мають згоди в тому, чи ця конструкція виникла з використання «do» як повноправного недопоміжного дієслова, або воно пішло від казуативного значення дієслова, або навпаки:23. Приклади допоміжного «do» в староанглійському письмі видаються обмеженими в своєму вжитку в казуативному сенсі, що паралельно до найраніших використань в інших західногерманськіх мовах:24.